# Santiago Jareta
Santiago Jareta är en ort i Mexiko.   Den ligger i kommunen Totontepec Villa de Morelos och delstaten Oaxaca, i den sydöstra delen av landet, 400 km sydost om huvudstaden Mexico City. Santiago Jareta ligger 1 763 meter över havet och antalet invånare är 213.
Terrängen runt Santiago Jareta är varierad. Runt Santiago Jareta är det ganska glesbefolkat, med 25 invånare per kvadratkilometer. Närmaste större samhälle är San Ildefonso Villa Alta, 17,5 km nordväst om Santiago Jareta. I omgivningarna runt Santiago Jareta växer i huvudsak städsegrön lövskog.